# Пенжина
Пе́нжина — річка у Пенжинському районі Камчатського краю Російської Федерації. Довжина 713 км, площа басейну 73,5 тисяч км². Бере початок на Колимському нагір'ї, впадає в Пенжинську губу Охотського моря. Відкрита у 1651 році російським землепроходцем і полярним мореплавцем Михайлом Стадухіним.
У верхній течії річка протікає в глибокій долині; нижче — по міжгірській улоговині. Живлення змішане — снігове і дощове. Середня витрата води близько 680 м³/сек. Замерзає в листопаді, скресає в травні — на початку червня. Лісосплав. Судноплавна.
Основні притоки: праві — Шайбовеєм, Кондирєва, Оклан; ліві — Аянка, Чорна, Біла. 